# Matayba boliviana
Matayba boliviana är en kinesträdsväxtart som beskrevs av Ludwig Radlkofer. Matayba boliviana ingår i släktet Matayba och familjen kinesträdsväxter. Inga underarter finns listade i Catalogue of Life.